# Königsfeld im Schwarzwald
Königsfeld im Schwarzwald település Németországban, azon belül Baden-Württembergben. Lakosainak száma 6114 fő (2023. december 31.). Königsfeld im Schwarzwald Eschbronn, Hardt, Zimmern ob Rottweil, Niedereschach, Villingen-Schwenningen, Mönchweiler, St. Georgen im Schwarzwald és Schramberg községekkel határos.

## A település részei
A következő településeket beolvasztattak településbe: 
| Településrész  | Címer                     | Beolvasztás | Fő 2021-ben |
| -------------- | ------------------------- | ----------- | ----------- |
| Buchenberg     |                           | 1975        | 973         |
| Burgberg       | Wappen von Burgberg       | 1974        | 571         |
| Erdmannsweiler | Wappen von Erdmannsweiler | 1974        | 784         |
| Neuhausen      | Wappen von Neuhausen      | 1975        | 1220        |
| Weiler         | Wappen von Weiler         | 1973        | 626         |

## Népesség
A település népessége az elmúlt években az alábbi módon változott:
| Lakosok száma | 5320 | 5945 | 6017 | 6027 | 5939 | 6111 | 6114 |
|               | 1975 | 2015 | 2017 | 2019 | 2021 | 2022 | 2023 |